# Pelourinho de Pedrógão Pequeno
O Pelourinho de Pedrógão Pequeno localiza-se na freguesia de Pedrógão Pequeno, no município da Sertã, distrito de Castelo Branco, em Portugal.
Encontra-se classificado como Imóvel de Interesse Público desde 1933.
Foi erguido em 1513, aquando da concessão da carta de foral à povoação por D. Manuel. O pelourinho original foi destruído  por gentes da Sertã no século XVI e o pelourinho seguinte foi parcialmente destruído por um grupo de saltimbancos no decorrer de um espectáculo. 
O actual marco jurisdicional resulta predominantemente de uma reedificação efectuada em 1959 a partir de alguns fragmentos de pelourinho original. Assente num soco circular de três degraus, é constituído por uma coluna lisa, gravada com o cronograma referente à reedificação, remata por um capitel anelado. Sobre o capitel, dispõe-se uma esfera gomada, decorada com elementos fitomórficos e sobrepujada por uma esfera armilar.
Após um acidente, teve de ser deslocado para o local onde se encontra agora.